# أسلان داراباييف
أسلان داراباييف (21 يناير 1989 في كازاخستان - ) هو لاعب كرة قدم كازاخستاني في مركز الوسط. شارك مع منتخب كازاخستان لكرة القدم. أما مع النوادي، فقد لعب مع إف كي أتيراو ونادي آكتوبه ونادي شاختار قراغندي ونادي كايرات.

## وصلات خارجية
- أسلان داراباييف على موقع الاتحاد الأوربي (الإنجليزية)
- أسلان داراباييف على موقع قاعدة بيانات كرة القدم.إي يو (الإنجليزية)
- أسلان داراباييف على موقع ناشيونال فوتبول تيمز (الإنجليزية)
- أسلان داراباييف على موقع Soccerway.com (الإنجليزية)
- أسلان داراباييف على موقع عالم كرة القدم.نت (الإنجليزية)
- أسلان داراباييف على موقع AS.com (الإسبانية)